# Sini Jose
Sini Jose (* 25. Mai 1987 in Ernakulam, Kerala) ist eine ehemalige indische Sprinterin, die sich auf den 400-Meter-Lauf spezialisiert hat. Zu ihren größten Erfolgen zählt der Gewinn der Goldmedaille mit der indischen 4-mal-400-Meter-Staffel bei den Commonwealth Games 2010 sowie bei den Asienspielen im selben Jahr.

## Sportliche Laufbahn
Erste Erfahrungen sammelte Sini Jose im Jahr 2006, als sie bei den Juniorenasienmeisterschaften in Macau in 57,49 s den sechsten Platz im 400-Meter-Lauf belegte und gewann mit der indischen 4-mal-400-Meter-Staffel in 3:45,36 min die Bronzemedaille. Anschließend startete sie mit der Staffel bei den Juniorenweltmeisterschaften in Peking, verpasste dort aber mit 3:45,42 min den Finaleinzug. Im Jahr darauf siegte sie in 3:33,39 min gemeinsam mit Mandeep Kaur, Manjeet Kaur und Chitra Soman bei den Asienmeisterschaften in Amman. Anschließend schied sie bei den Hallenasienspielen in Macau mit 57,01 s in der Vorrunde über 400 m aus und gewann in 3:41,09 min gemeinsam mit Anu Maria Jose, Antony Vijila und M. R. Poovamma die Bronzemedaille hinter den Teams aus Kasachstan und Thailand. 2008 siegte sie in 3:37,47 min gemeinsam mit Mandeep Kaur, Manjeet Kaur und Chitra Soman bei den Hallenasienmeisterschaften in Doha. Im Jahr darauf gewann sie bei den Asienmeisterschaften in Guangzhou in 3:31,62 min gemeinsam mit Mandeep Kaur, Chitra Soman und Manjeet Kaur die Silbermedaille hinter dem chinesischen Team. Mit der Staffel siegte sie 2010 in  3:27,77 min gemeinsam mit Manjeet Kaur, Ashwini Akkunji und Mandeep Kaur bei den Commonwealth Games im heimischen Neu-Delhi. Anschließend gewann sie auch bei den Asienspielen in Guangzhou in 3:29,02 min gemeinsam mit Manjeet Kaur, Ashwini Akkunji und Mandeep Kaur die Goldmedaille und stellte mit dieser Zeit einen neuen Spielerekord auf. 2011 wurde sie bei einer Dopingkontrolle positiv auf Metandienon getestet und wegen dieses Verstoßes gegen die Dopingbestimmungen für zwei Jahre bis zum 30. Juni 2013 gesperrt. 2016 nahm sie mit der Staffel an den Südasienspielen in Guwahati teil und sicherte sich dort in 3:35,44 min die Goldmedaille. Im September desselben Jahre bestritt sie in Lucknow ihren letzten offiziellen Wettkampf und beendete daraufhin ihre aktive sportliche Karriere im Alter von 29 Jahren.

## Persönliche Bestleistung
- 400 Meter: 53,01 s, 2. Mai 2010 in Ranchi
  - 400 Meter (Halle): 57,01 s, 30. Oktober 2007 in Macau